# Станко, Анастасия Романовна
Анастасия Романовна Станко (укр. Анастасія Романівна Станко; род. 8 августа 1986, Нижнев, Ивано-Франковская область) — украинская журналистка, телеведущая и общественный деятель. Главный редактор «Громадского телевидения» (с 2020 года).

## Биография
Родилась 8 августа 1986 в Нижневе Ивано-Франковской области. В детстве мечтала стать журналистом или археологом. Член скаутской организации «Пласта», являлась пресс-секретарём киевской ячейки «Пласта».
Окончила факультет журналистики Львовского национального университета имени Ивана Франко (2008). Вместе с однокурсниками на первом курсе организовала студенческую газету «13». На втором курсе начала работать на львовском «Эко Радио», участвовала в создании телеканала «Вместе». На пятом курсе начала сотрудничать с телеканалом «Ровно 1». В 2008 году переехала в Киев, став журналистом «Первого национального». В 2011 году стала журналисткой ТВі. Член движения «Стоп цензуре!».
В 2013 году стала одной из основательниц проекта «Громадское телевидение». Работала над созданием «Громадского радио». В сентябре 2013 года начала вести авторскую программу «Генплан». В ноябре 2013 года прошла обучение в Польше.
Во время Евромайдана вела трансляцию событий происходящего в Киеве. В мае 2014 году заявила о поддержке партии «Демократический альянс». С началом 2014 года вооружённого конфликта на востоке Украины освещала события в зоне боевых действий. 14 июня 2014 года Станко была задержана российскими пограничниками у посёлка Меловое Луганской области. Спустя три часа журналистка была отпущена. После этого Прокуратура Украины начала расследование незаконного лишения свободы и препятствования профессиональной деятельности журналистки Анастасии Станко.
1 июля 2014 года Станко и оператор Илья Безкоровайный были задержаны представителями Луганской Народной Республики. По факту исчезновения журналистов Министерство внутренних дел Украины открыло уголовное дело. Президент Украины Пётр Порошеко поручил сделать всё необходимое для освобождения Безкоровайного и Станко. Представитель ОБСЕ Дуня Миятович призвала ответственных лиц немедленно освободить журналистов. По словам представителей ЛНР, журналисты были задержаны за осуществление шпионской деятельности. На следующий день руководители трёх крупнейших российских телекомпаний Олег Добродеев (ВГТРК), Константин Эрнст (Первый канал) и Владимир Кулистиков (НТВ) обратились к руководству ЛНР с просьбой содействовать освобождению журналистов «Громадского телевидения». В итоге глава ЛНР Валерий Болотов объявил о том, что журналисты были отпущены.
10 ноября 2014 года Станко была принята в члены общественной организации «Громадское телевидение». В мае 2015 года вошла в состав программного совета организации «Громадского телевидения». В июне 2015 года отказалась от государственного ордена «За заслуги». Входила в жюри конкурса «Стоп цензуре! Граждане за свободные страны».
8 июля 2016 года пресс-центр штаба АТО попросил Службу безопасности Украины остановить аккредитацию Анастасии Станко, Константина Реуцкого и Юлии Полухиной в зоне боевых действий за распространение данных о дислокации военных объектов украинских вооружённых сил. 29 августа 2016 года Станко и Реуцкому была восстановлена аккредитация.
С апреля 2020 года — заместитель главного редактора «Громадского телевидения». В августе 2020 года возглавила объединённую редакцию «Громадского телевидения».

## Фильмы
В 2015 году Анастасия Станко вместе с Александром Жеребко сыграла главную роль в фильме «Битва за „Октябрь“». Фильм стал финалистом программы кинофестиваля «86».
Вместе с Ангелиной Карякиной сняла фильмы о Евромайдане «20 февраля. Излом» и «Амнистия». Фильм «20 февраля. Излом» получил премию фестиваля Mezhyhirya fest-2016 в номинации «профессиональное расследование».
После публикации фильма «Тайный изолятор СБУ» о секретных тюрьмах на территории Украины данные Анастасии Станко были добавлены в базу сайта «Миротворец».

## Влияние
Станко была включена в список «100 самых влиятельных женщин Украины» 2020 года, составленном еженедельником «Фокус».

## Награды и звания
- Фаворит телепрессы (2014 — третье место)[37]
- Благодарность Министерства обороны Украины (30 мая 2017)[38]
- Международная премия за свободу прессы Комитета защиты журналистов (2018)[39]
- Премия за смелость в журналистике от Международного женского медиа-фонда (2019)[40]

## Личная жизнь
Первый супруг — Владимир Антонюк. В июле 2020 года вышла замуж за оператора Илью Безкоровайного. 1 января 2021 года родила сына Остапа.